# Médaille commémorative de Madagascar
La médaille commémorative de Madagascar est une médaille commémorative française attribuée aux participants des expéditions de 1883 et 1895 à Madagascar.

## Première campagne de 1883-1886
La médaille commémorative de Madagascar est une médaille commémorative française attribuée aux participants de la première expédition à Madagascar en 1883, commandé par les amiraux Pierre et Miot. Elle a été fixée par la loi du 31 juillet 1886.

## Seconde campagne de 1895
À l'issue de la seconde expédition à Madagascar en 1894-1895, commandée par le général Duchesne, une loi du 15 janvier 1896 posa la création et remise d'une médaille spécifique pour cette seconde expédition. Les module et dessin de la médaille sont modifiés par rapport à la précédente, mais le ruban reste lui inchangé, une agrafe en argent stylisée avec inscription 1895 est seulement ajoutée au ruban de cette première.